# Ходак Костянтин Олександрович
Костянти́н Олекса́ндрович Ходак — лейтенант Збройних сил України, учасник російсько-української війни.
Кандидат в майстри спорту.
У вересні 2014 року старший сержант Костянтин Ходак воював за ДАП.
Станом на квітень 2017 року — командир розвідувального взводу 3-го механізованого батальйону 93-ї бригади.

## Нагороди та вшанування
- Указом Президента України № 741/2019 від 10 жовтня 2019 року за «особисту мужність і самовіддані дії, виявлені у захисті державного суверенітету та територіальної цілісності України» орденом «За мужність» III ступеня[2]